# Atimia juniperi
Atimia juniperi là một loài bọ cánh cứng trong họ Cerambycidae.